# 科尔费利
科尔费利（法語：Corfélix）是法国马恩省的一个市镇，属于埃佩尔奈区（Épernay）蒙特米赖县（Montmirail）。该市镇总面积8.27平方公里，2009年时的人口为106人。

## 人口
科尔费利人口变化图示